# 회충
회충(蛔蟲)은 회충과에 속하는 기생충이다. 학명은 Ascaris lumbricoides이다.

## 특징
사람의 소장에 기생하는 회충은 암컷이 몸길이 20-35cm, 너비 4-6mm, 수컷이 몸길이 14-30cm, 너비 3-4mm 정도의 대형 선충이다. 전 세계에 널리 분포하며, 전 세계 인구의 약 30%가 감염되어 있는 것으로 추정된다. 회충의 교미는 숙주의 몸 안에서 행해지며, 수정은 수란관 안에서 이루어진다. 수정란의 바깥쪽에 물결 모양의 난막이 있다. 이 막은 점착성이 있어서 다른 물체에 부착하기 쉽고, 또 건조를 막아주는 역할도 한다. 1주일 후쯤에는 제1기 유생으로 되어 난막 속에서 움직이는데, 유생의 몸은 약간 검고, 표면에는 수많은 작은 알갱이가 있다. 난막 안에서 탈피하여 제2기 유생이 되면 감염 능력을 얻게 되지만, 환경 상태가 나쁠 때에는 수개월에서 수년 간 난막 안에서 지낼 수도 있다. 한편, 숙주의 창자 안에서는 제2기 유생이 부화하여 자유생활을 하게 되며, 그 후 탈피를 되풀이하여 제3, 제4, 제5기를 거치는 동안 생식기가 완성되고 생김새도 암수를 구별할 수 있을 정도로 자란다.

## 감염
사람이 회충에게 감염된 경우, 유충이 허파에 침입함으로써 회충성폐렴을 일으킬 수가 있다. 특히 한꺼번에 많은 충란이 섭취되면, 감염 후 3일경부터 발열하여, 차츰 고열이 되면서 두통, 기침, 가래, 호흡곤란 등의 증상이 나타난다. 이들 증상은 유충이 허파를 통과하고 나면 금방 낫는다. 성충의 기생에 의한 회충증의 증상으로는, 복통, 식욕부진, 설사 등이 있다. 회충은 창자에서 복통과 알레르기 등을 일으키며, 감염이 심하면 창자가 막혀 버리기도 한다. 아주 드물게 창자에 구멍을 내기도 하고, 항문이나 목구멍으로 나오기도 한다. 심지어 콧속, 귓속 등에 침입하는 수도 있다. 그 밖에 충란이 핵(核)이 되어 담석이 형성되는 수도 있다.

## 같이 보기
- 기생물

## 사진첩

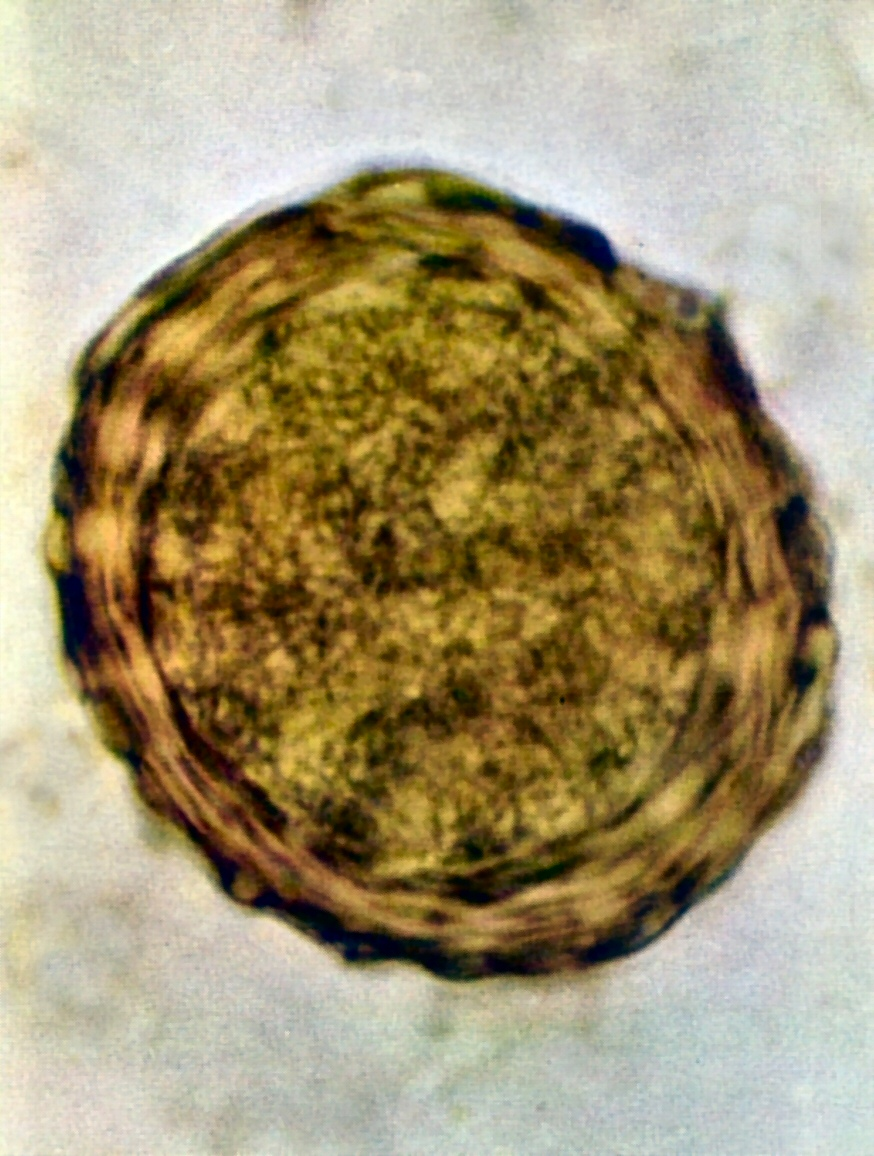
인간 몸속에 있는 생식 가능한 회충알
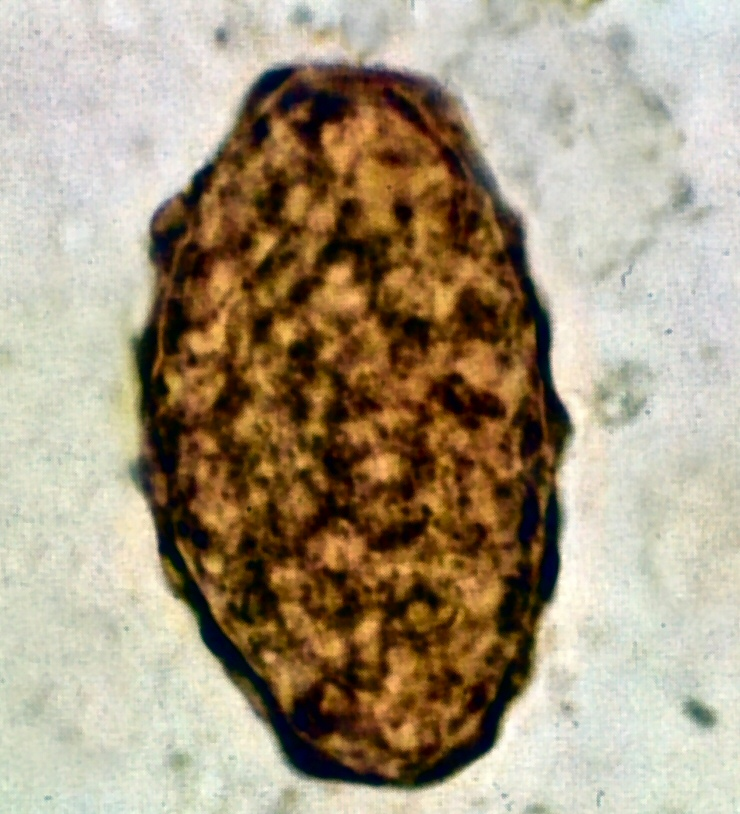
생식이 불가능한 회충알